# Zillion
Zillion / Wojownicy Maris (jap. 赤い光弾ジリオン Akai Kōdan Jirion) – japoński serial anime wyprodukowany w 1987 roku przez Tatsunoko Production w reżyserii Hiro Hamasaki.
W Polsce serial był emitowany na kanale Polsat pod nazwą Zillion od 21 marca 1993 roku.

## Opis fabuły
Rok 2387. Jedna z odległych ziemskich kolonii, planeta Maris zostaje zaatakowana przez NOZA. Do walki o ocalenie planety Maris wchodzi grupa wojowników, której jedyną nadzieją jest tajemnicza broń – Zillion.

## Spis odcinków
| Nr | Polski tytuł                | Angielski tytuł                               |
| -- | --------------------------- | --------------------------------------------- |
|    |                             |                                               |
| 01 | Hasło J,J                   | My Name is J.J.                               |
|    |                             |                                               |
| 02 |                             | Attack the Enemy of the High Skies            |
|    |                             |                                               |
| 03 |                             | 0.1 Second Chance!                            |
|    |                             |                                               |
| 04 |                             | Trap of the Shapeless Ninja Squadron          |
|    |                             |                                               |
| 05 |                             | Apple Order Violation!?                       |
|    |                             |                                               |
| 06 |                             | Take off, Tricharger                          |
|    |                             |                                               |
| 07 | Riks kontratakuje           | Struggle Till Death! J.J. v.s. Ricks          |
|    |                             |                                               |
| 08 |                             | Strike the Oceanfloor Base!                   |
|    |                             |                                               |
| 09 | Kradzież Zilliona           | Stolen Zillion                                |
|    |                             |                                               |
| 10 |                             | Flames! Ricks' Counterattack                  |
|    |                             |                                               |
| 11 | Narodziny nowego Zilliona   | Birth of New Zillion!                         |
|    |                             |                                               |
| 12 | Trzy strzały                | Attack! Triple Shoot                          |
|    |                             |                                               |
| 13 | Dziwny aparat fotograficzny | Angry Shutter Chance                          |
|    |                             |                                               |
| 14 |                             | Nightingale of the Battlefield                |
|    |                             |                                               |
| 15 |                             | Life Or Death!? Confrontation of Fate, Part 1 |
|    |                             |                                               |
| 16 |                             | Life Or Death!? Confrontation of Fate, Part 2 |
|    |                             |                                               |
| 17 | W poszukiwaniu J.J-a        | Tears! Let's Search J.J.                      |
|    |                             |                                               |
| 18 |                             | The Beautiful Noza's Challenge                |
|    |                             |                                               |
| 19 | Rzut monetą                 | Match! Let's Throw the Coin                   |
|    |                             |                                               |
| 20 |                             | Kick with a Broken Heart                      |
|    |                             |                                               |
| 21 |                             | Clash! The Sniper                             |
|    |                             |                                               |
| 22 |                             | Great Victory from a Lie!                     |
|    |                             |                                               |
| 23 |                             | Terror! Demon's Bio Weapon                    |
|    |                             |                                               |
| 24 |                             | Great Adventure! Warrior Opa-Opa              |
|    |                             |                                               |
| 25 |                             | Gentle Fugitive Apple                         |
|    |                             |                                               |
| 26 |                             | Revenge Demon Ninja!                          |
|    |                             |                                               |
| 27 |                             | Extraordinary Rebel Ricks                     |
|    |                             |                                               |
| 28 |                             | Mystery!? Zillion Power                       |
|    |                             |                                               |
| 29 |                             | Heroic! Ricks dies!?                          |
|    |                             |                                               |
| 30 |                             | Planet Maris on the Corner!                   |
|    |                             |                                               |
| 31 |                             | Last Shoot for Victory                        |
|    |                             |                                               |

## Wersja polska
Wersje wydane na VHS.
Zillion
- Polski dystrybutor (VHS): Prestige (2 taśmy)[5]

Wojownicy Maris
- Polski dystrybutor (VHS): Demel[3] (pełnometrażowy film 90 min. Skompilowany z odcinków TV)[5]